# Masanori Katsu
Masanori Katsu (勝正憲, 21 mai 1879 – 11 novembre 1957) est un bureaucrate et homme politique japonais des ères  Taishō et Shōwa.

## Biographie
Fils aîné d'un samouraï du domaine de Kokura, Katsu est né dans la préfecture de Fukuoka. Il est diplômé de droit de l'université impériale de Tokyo en 1905, puis travaille comme bureaucrate au ministère du Trésor, et est assigné à différents postes locaux et régionaux dans le domaine fiscal au cours de sa carrière.
En 1928, Katsu est élu lors des élections législatives japonaises de 1928 à la Chambre des représentants de la Diète du Japon, dans le parti Rikken Minseitō. Il est réélu six fois au même siège. En 1928, il est nommé sous-secrétaire parlementaire aux Finances dans le gouvernement d'Osachi Hamaguchi et vice-ministre du Commerce et de l'Industrie dans le gouvernement de Keisuke Okada en 1934. En janvier 1940, il est nommé ministre des Communications dans le gouvernement de Mitsumasa Yonai.
Partisan de l'association de soutien à l'autorité impériale, il est président des Affaires générales. Après la reddition du Japon, il est l'un des membres du Parti progressiste (Shinpotō) de Takeru Inukai. Cependant, en 1946, il est purgé de la fonction publique par les forces d'occupation américaines.